# カルタヘナの港、要塞、歴史的建造物群
カルタヘナの港、要塞、歴史的建造物群（カルタヘナのみなと、ようさい、れきしてきけんぞうぶつぐん）はコロンビア・ボリーバル県の港町カルタヘナに残る建造物群を対象とするUNESCOの世界遺産リスト登録物件である。かつてスペイン人から「インディアスの真珠」と称えられたほど繁栄したカルタヘナには、スペイン植民都市時代の堅牢な要塞と美しい建造物群が多く残り、いまなお「コロンビアでもっとも美しい港街のひとつ」とも言われている。

## 歴史
カルタヘナ（カルタヘナ・デ・インディアス）は、1533年6月にペドロ・デ・エレディアによって建設された。カリブ海に面し、複数の潟湖の存在によって防衛しやすい地形になっていたカルタヘナは、港町としての好条件を備えていた。
1542年にアメリカ先住民の奴隷化が禁止されてからは、南米のプランテーションや鉱山の労働力としてアフリカから連れてこられた黒人奴隷の受け入れ港として機能した。また、輸出港としてはアメリカ大陸の金、銀、タバコ、カカオなどをスペインへ運ぶ窓口となった。

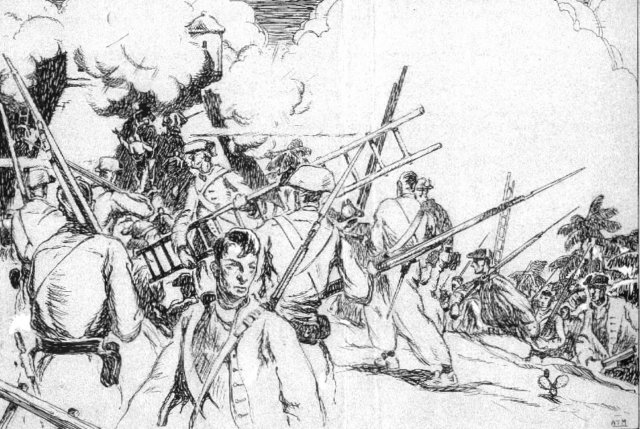
1741年の戦いの情景

その繁栄が海賊などをひきつけ、フランシス・ドレークによって1586年に占領されたこともあった。その占領は莫大な賠償金によって解決を見たが、同じ年にスペインは、当時国内で最も著名な城砦建築家であったバウティスタ・アントネッリに命じて堅固な防衛施設を建造させた。17世紀に続く要塞建設は、さらに周辺の要塞群の建設に繋がり、一連の防衛施設の建設に30万人の黒人奴隷が動員された。こうした防衛施設群は、1741年のイギリス海軍による攻囲戦にもよく耐え、今も良好な保存状態で伝存している。
カルタヘナの歴史地区は、1959年に国定史跡 (National Monument) に指定された。なお、カルタヘナの60km近郊にはカルタヘナからの逃亡奴隷が作り、スペイン側と度重なる抗争の末、1713年に自由集落と正式に認められた村パレンケ・デ・サン・バシリオがあり、ユネスコ無形文化遺産に登録されている。このパレンケではアフリカのルーツにも根ざすドラム・フェスティバルが毎年開かれ、外国からも多数の観光客が集まる。

## 主要な構成資産

### 要塞群
16世紀から18世紀に要塞を手がけたのはバウティスタ・アントネッリをはじめ、フアン・デ・エレラ・イ・ソトマヨル (Juan de Herrera y Sotomayor)、アントニオ・デ・アレバロ (Antonio de Arévalo)、イグナシオ・サラ (Ignacio Sala)、フアン・バウティスタ・マッケバン (Juan Bautista MacEvan) など、いずれもその時代の著名な軍事施設の建築家たちだった。
最初の防衛施設は16世紀末に建設が始まった城壁で、旧市街を取り囲むように建設された。この防壁は時代ごとの補修・増築が行われ、1735年に現在の姿になった。その高さは12m、厚さは17m、長さは4kmで、聖人の名を冠した稜堡が多く作られた。この城壁には市民が避難することを想定して、地下通路なども設けられていた。

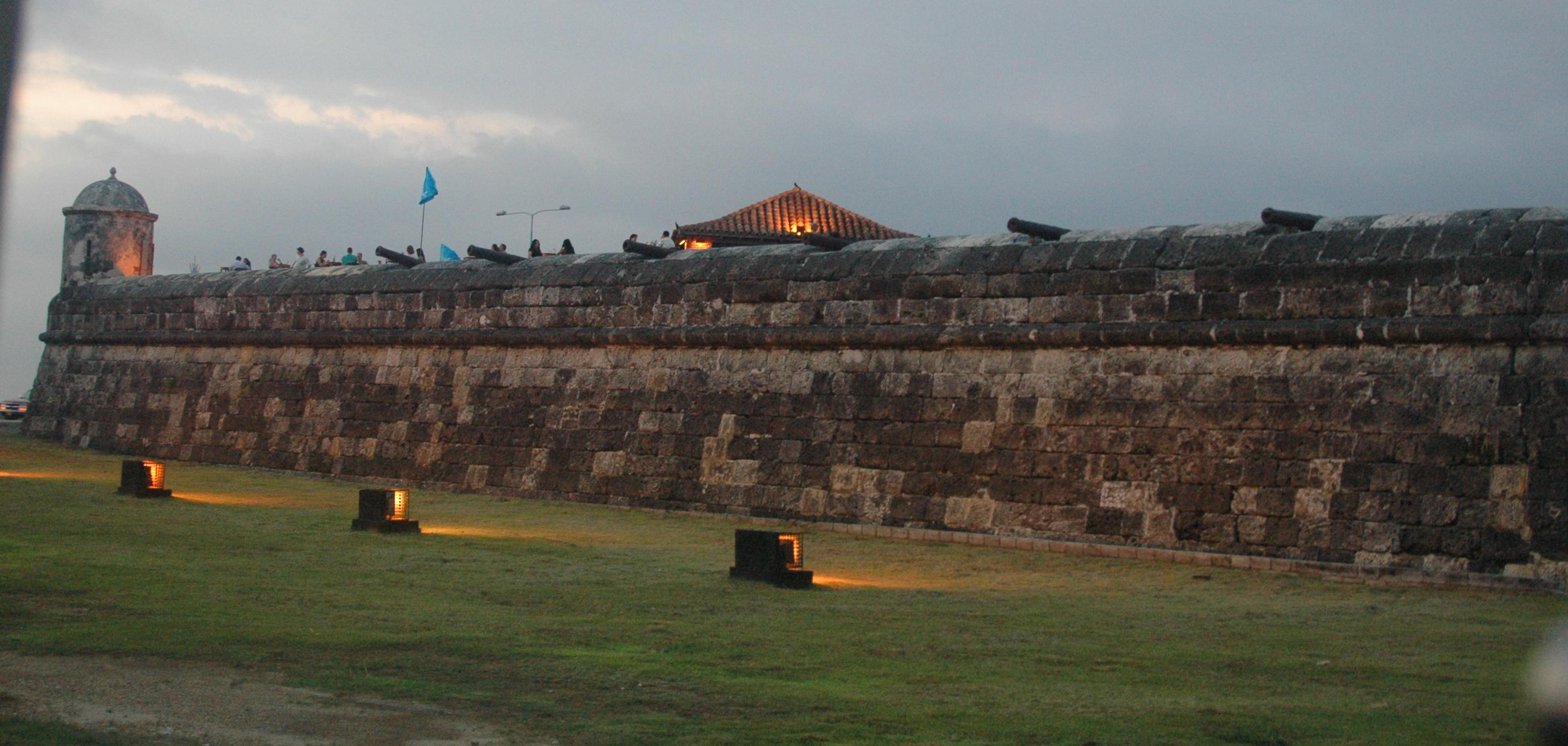
旧市街の城壁
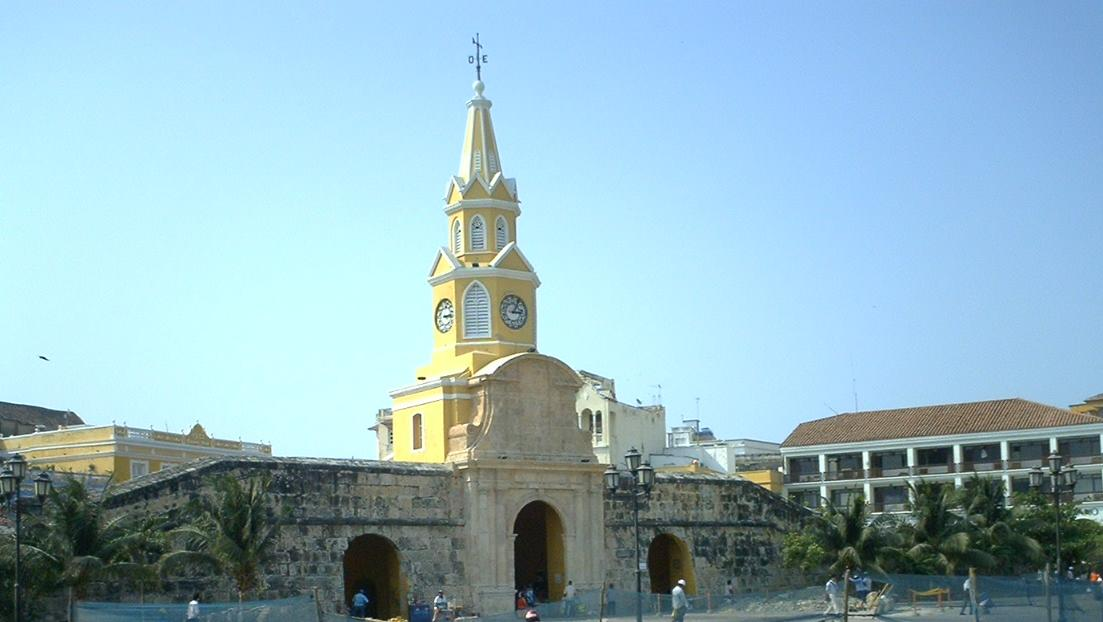
城壁の塔
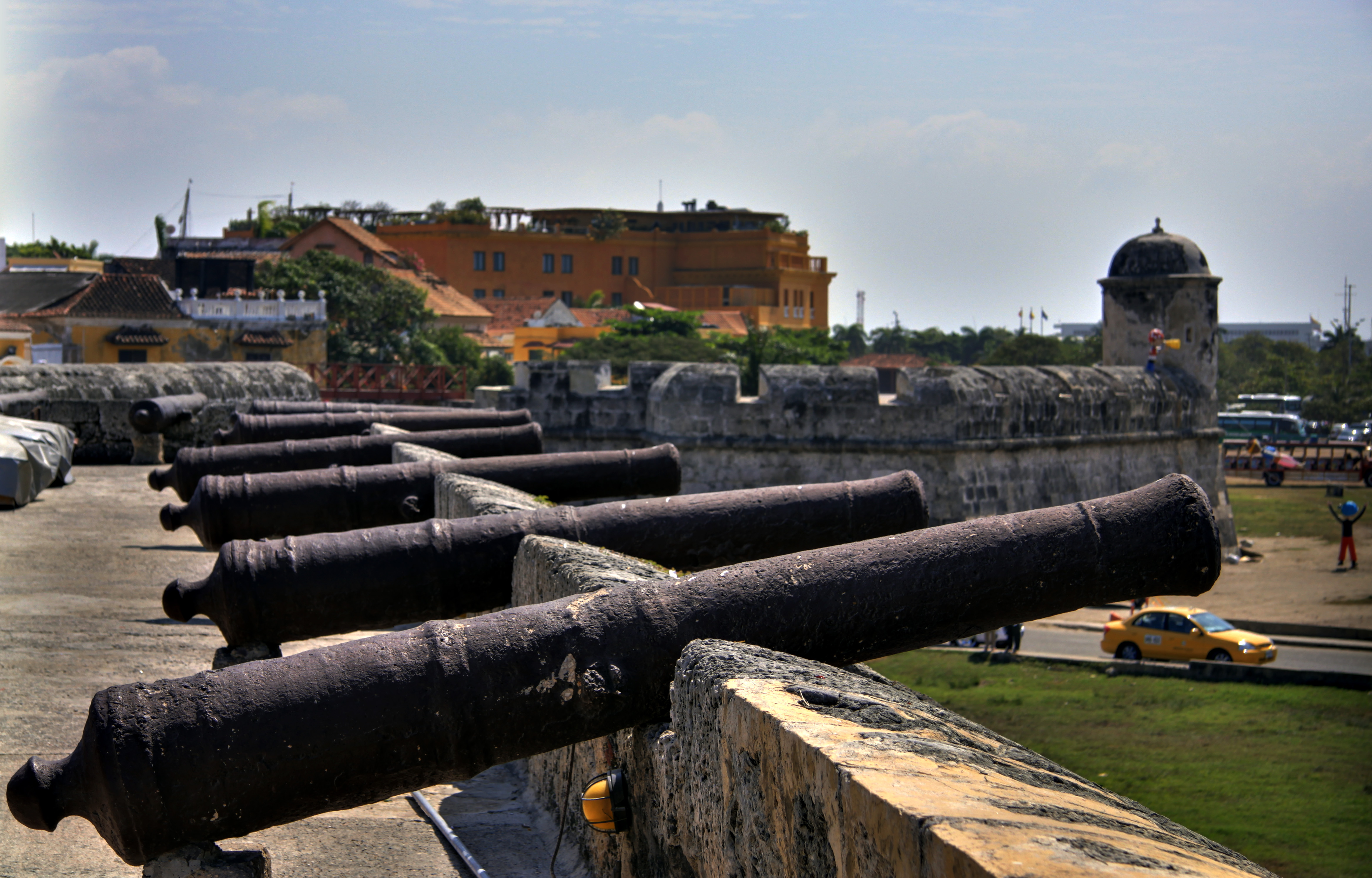
城壁の砲台
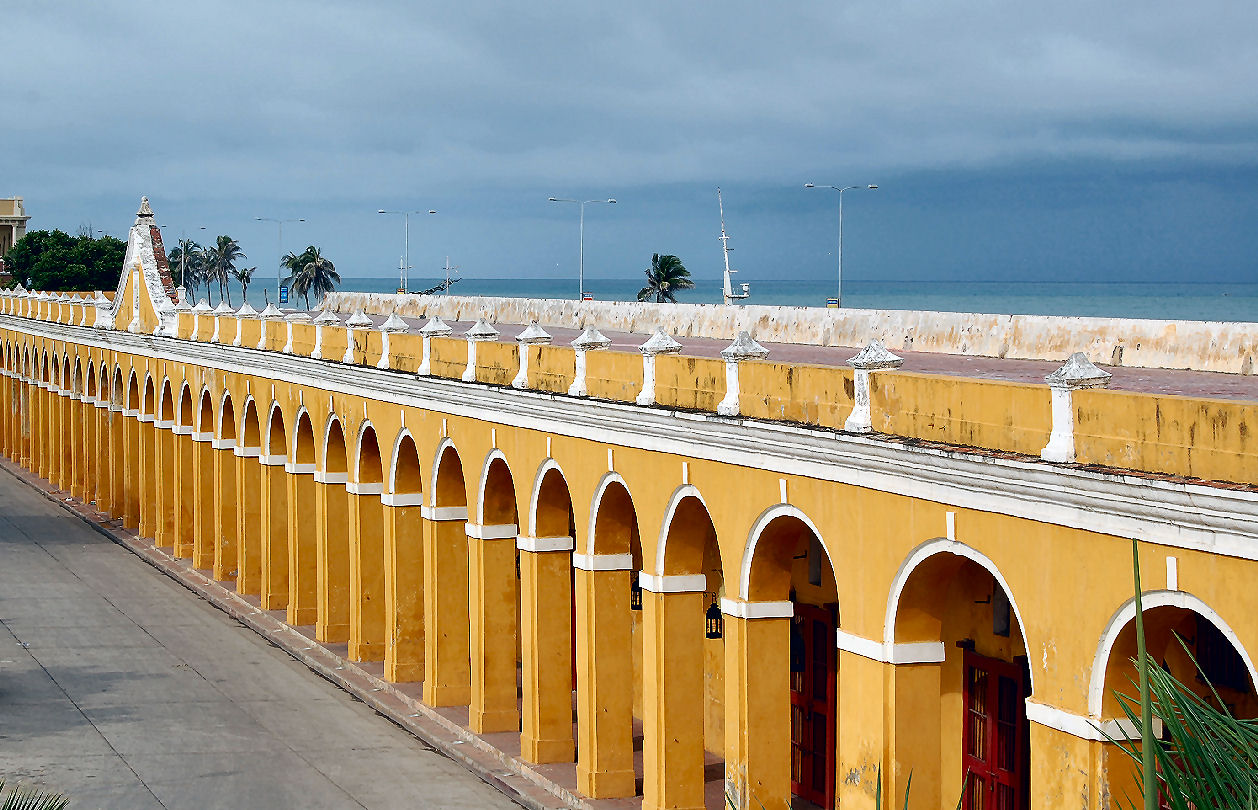
城壁の牢獄跡

さらに、湾や潟湖の入り口ごとに堅牢な要塞が築かれていった。その要塞は、サン・ルイス、サン・ホセ、サン・フェルナンド、サンタ・バルバラ、サンタ・クルス、サン・フアン・デ・マンサニージョ、サン・セバスティアン・デ・パステジーロなど数多くあるが、その防衛機能の中心を担ったのが、1657年完成のサン・フェリペ要塞である。その後も先端技術による改修が行われ、ほぼ現在のような姿になったのは18世紀である。これは「南米大陸におけるスペイン工兵技術の傑作」とも評されている堅牢な要塞で、1741年にブラス・デ・レソ率いる守備隊がイギリス海軍の攻囲を凌いだ時にも重要な役割を果たした。サン・フェリペ要塞前には隻眼・隻腕となり、さらに片足まで失って奮闘したレソの活躍をたたえ、彼の像が立てられている。要塞の中には迷路のように通路が張り巡らされ、２万人から３万人近い英国軍を多くとも６千人で撃退したと伝えられ、その歴史を通じて敵に陥落したことはなかった。

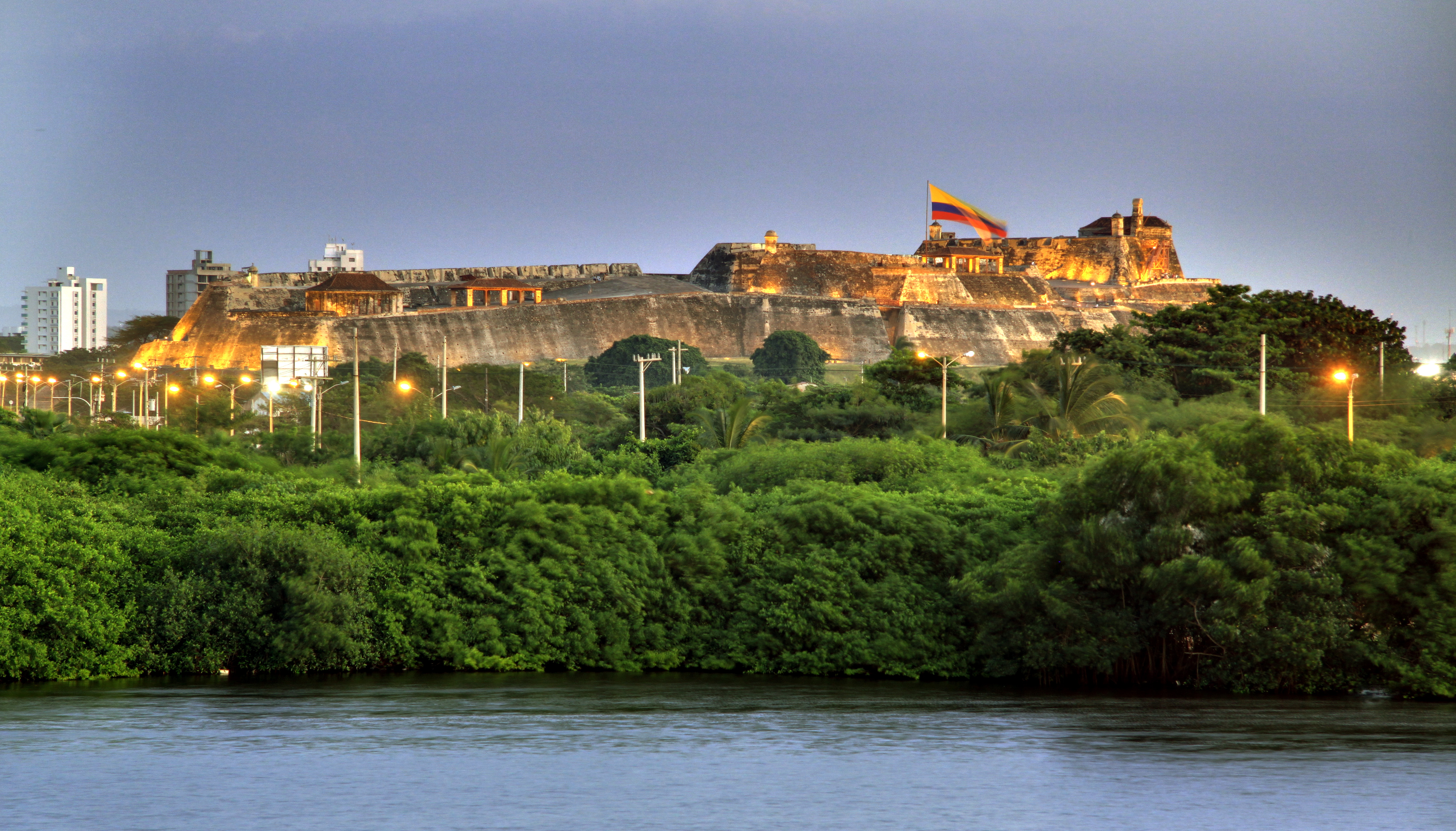
海から眺めたサン・フェリペ要塞
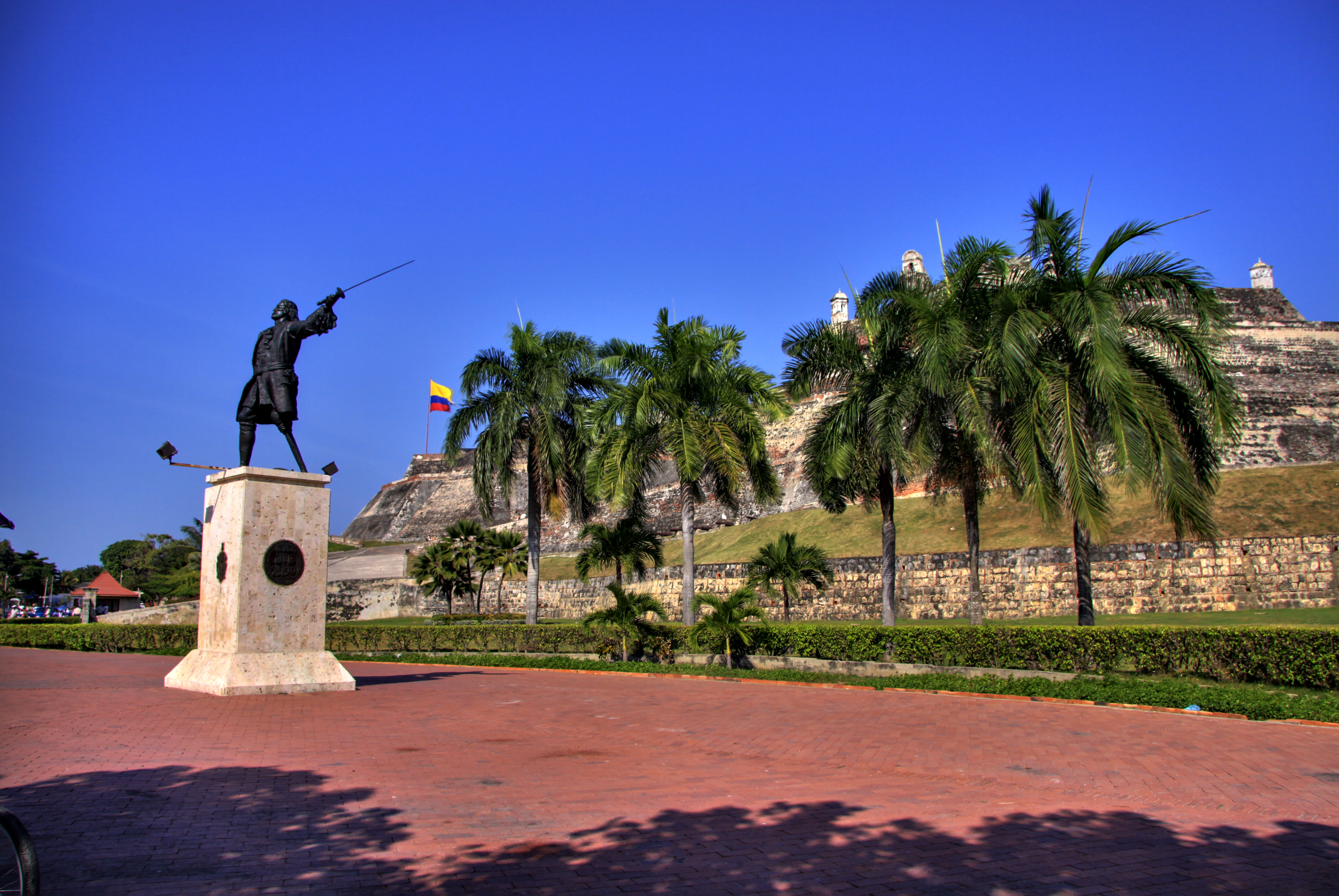
サン・フェリペ要塞とブラス・デ・レソ像
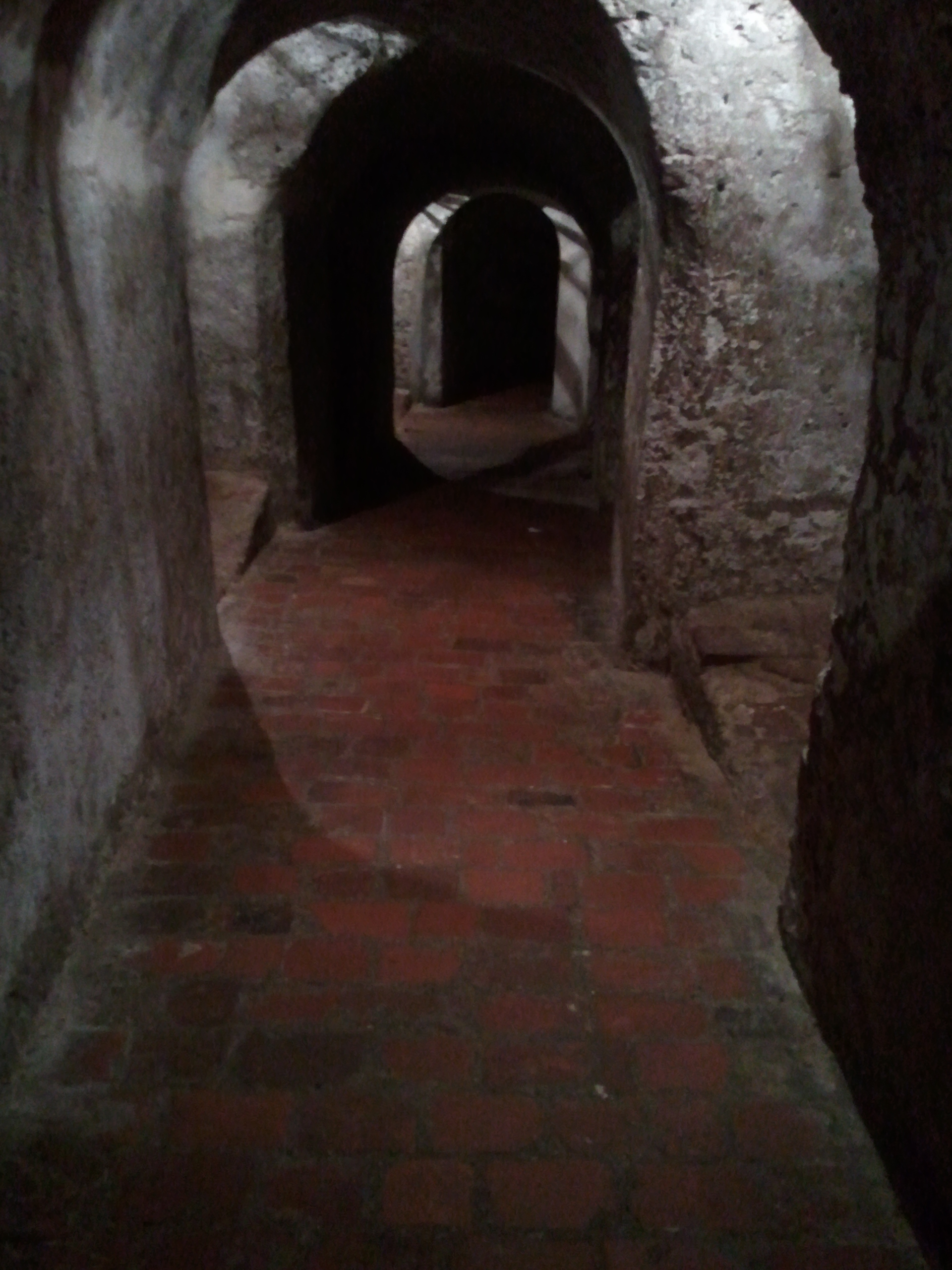
サン・フェリペ要塞の通路
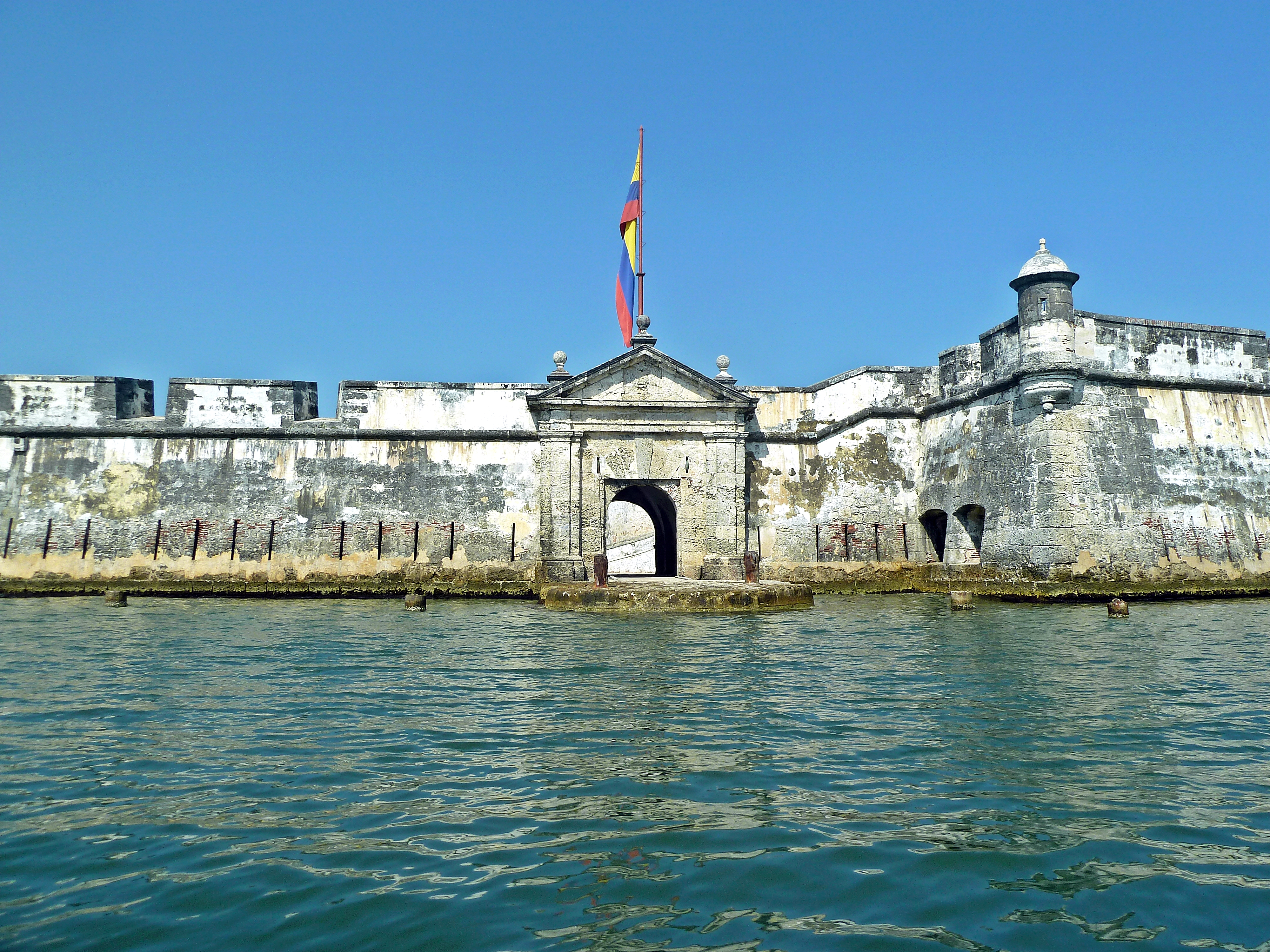
サン・フェルナンド要塞

### 旧市街

旧市街の主要建造物の位置関係

16世紀の都市計画によって形成された旧市街は、サン・ペドロ地区（中心街）とその北東部のサン・ディエゴ地区、南東部の小島にあるヘトセマニ地区 (Gethsemani) から成る。
特にサン・ペドロ地区には主要な歴史的建造物群が多く残る。ボリーバル広場に面する大聖堂は1575年から1612年にかけて建造され、途中でフランシス・ドレークの攻撃によって損壊したが、損壊された部分も1923年に修復された。同じく広場に面している旧宗教裁判所は1601年の建造だが、現在残っているバロック様式の玄関やコロニアル様式のバルコニーなどを備えた建物は1770年に改築されたものである。広場から離れたサン・イグナシオ稜堡近くには、黒人奴隷のために寄付を募り食料や薬を与える活動をし、のちに列聖されたスペイン人修道士のペドロ・クラベールの名を冠したイエズス会のサン・ペドロ・クラベール修道院が残る。1603年に建てられたこの修道院には、1654年に没したクラベールの遺体が安置されている。
ほかに、1579年に建てられ、現在は神学校になっているサント・ドミンゴ教会なども残っている。

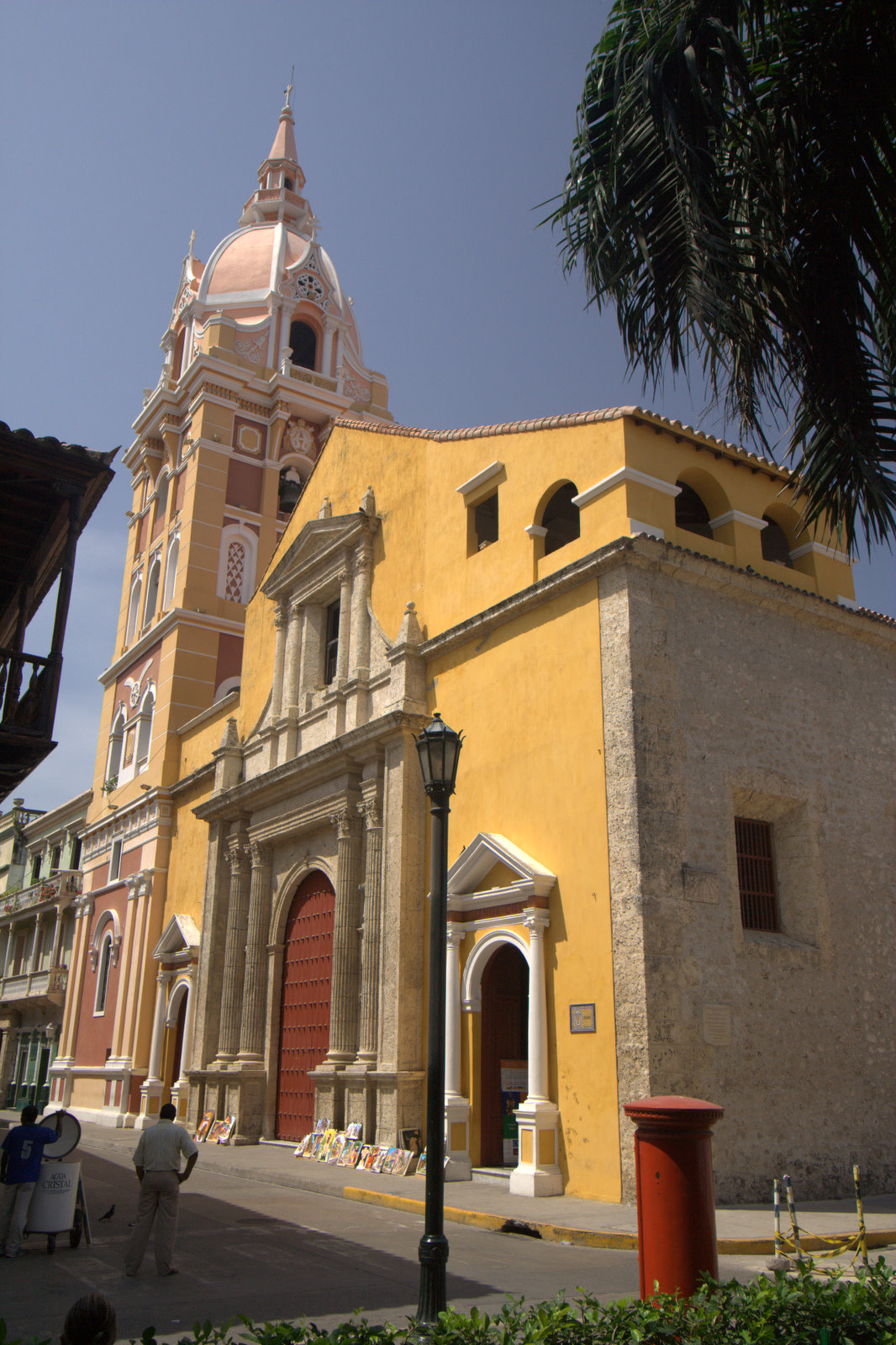
カルタヘナ大聖堂のファサード
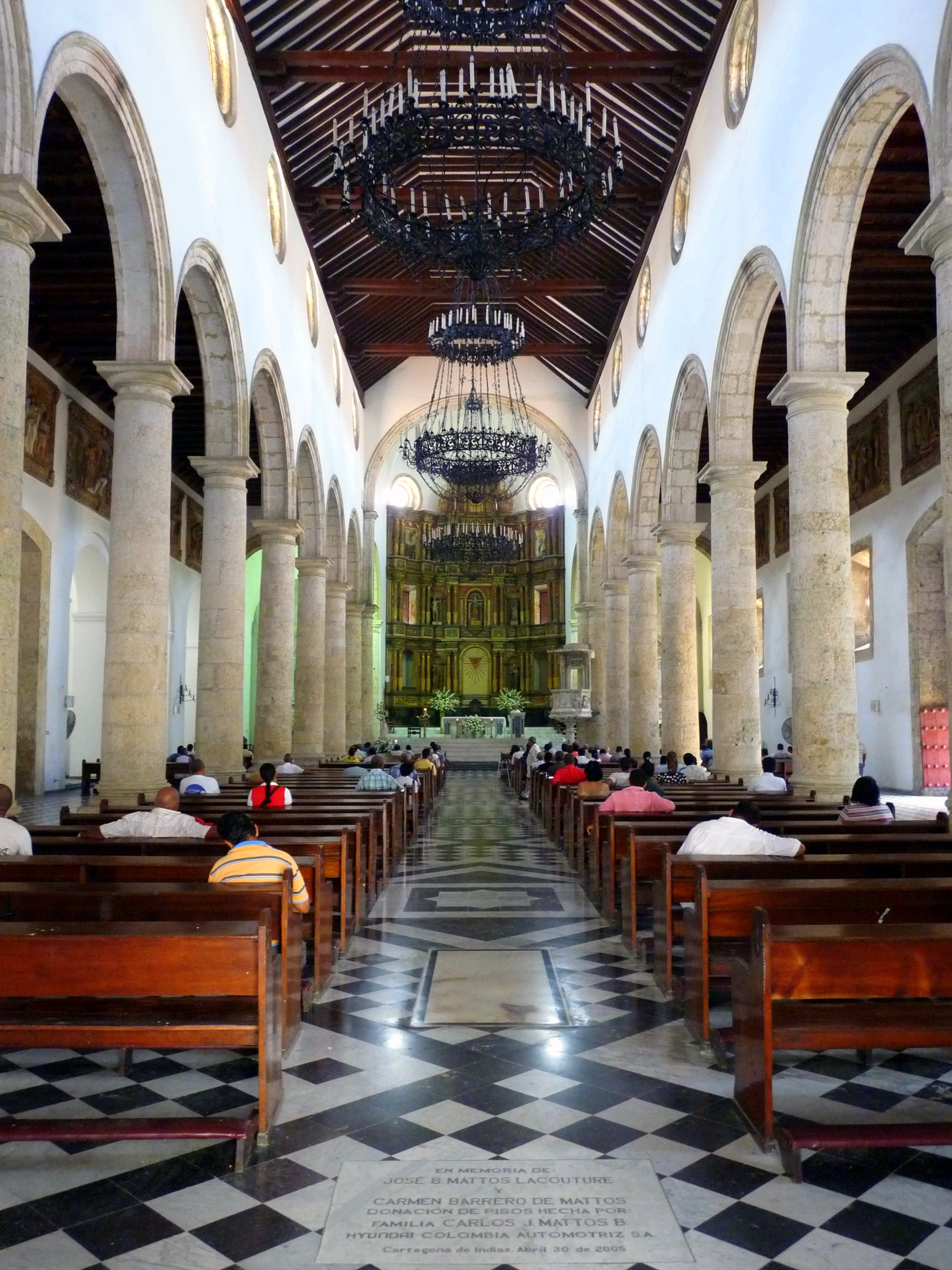
大聖堂内部の身廊
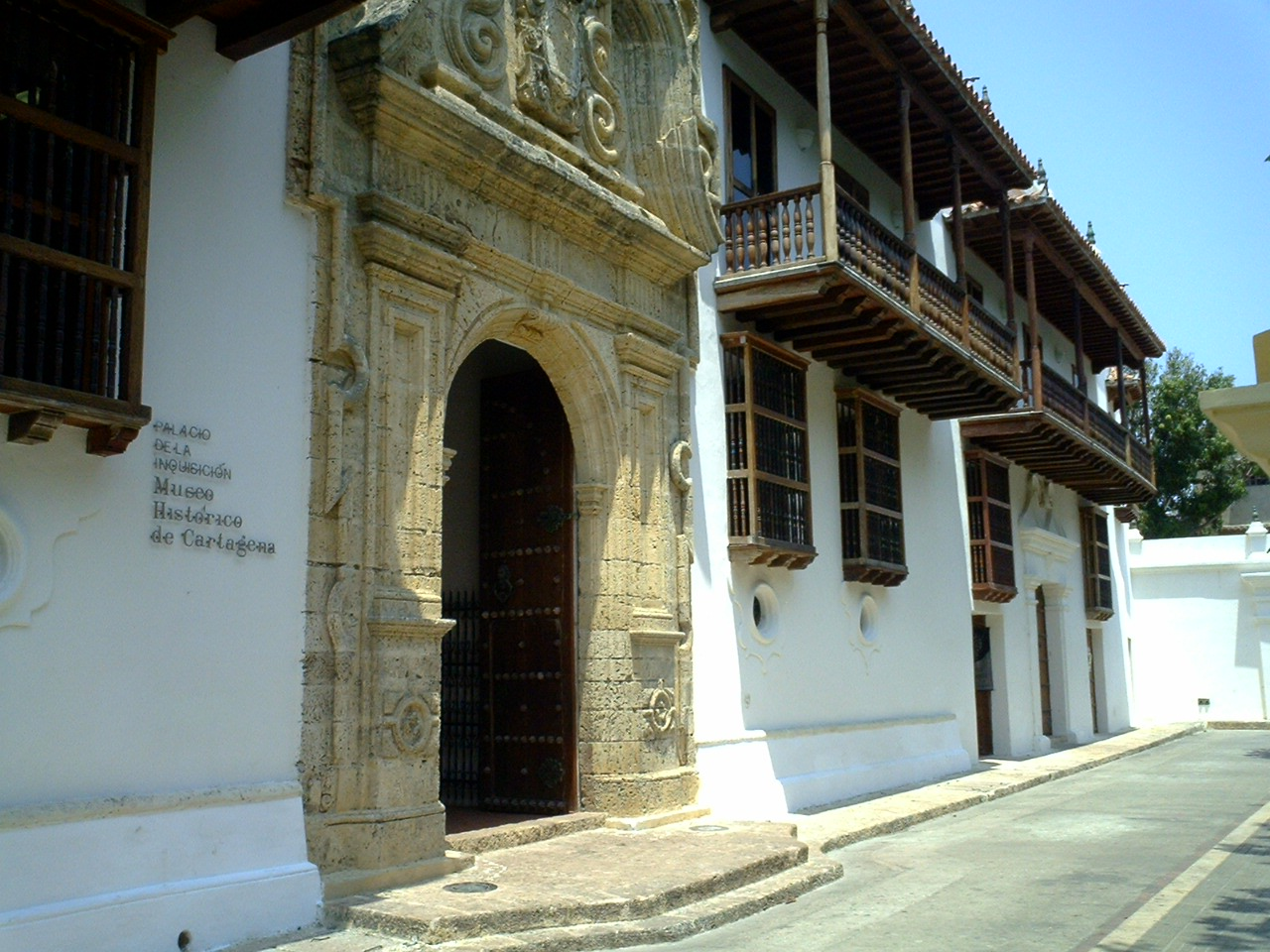
旧宗教裁判所
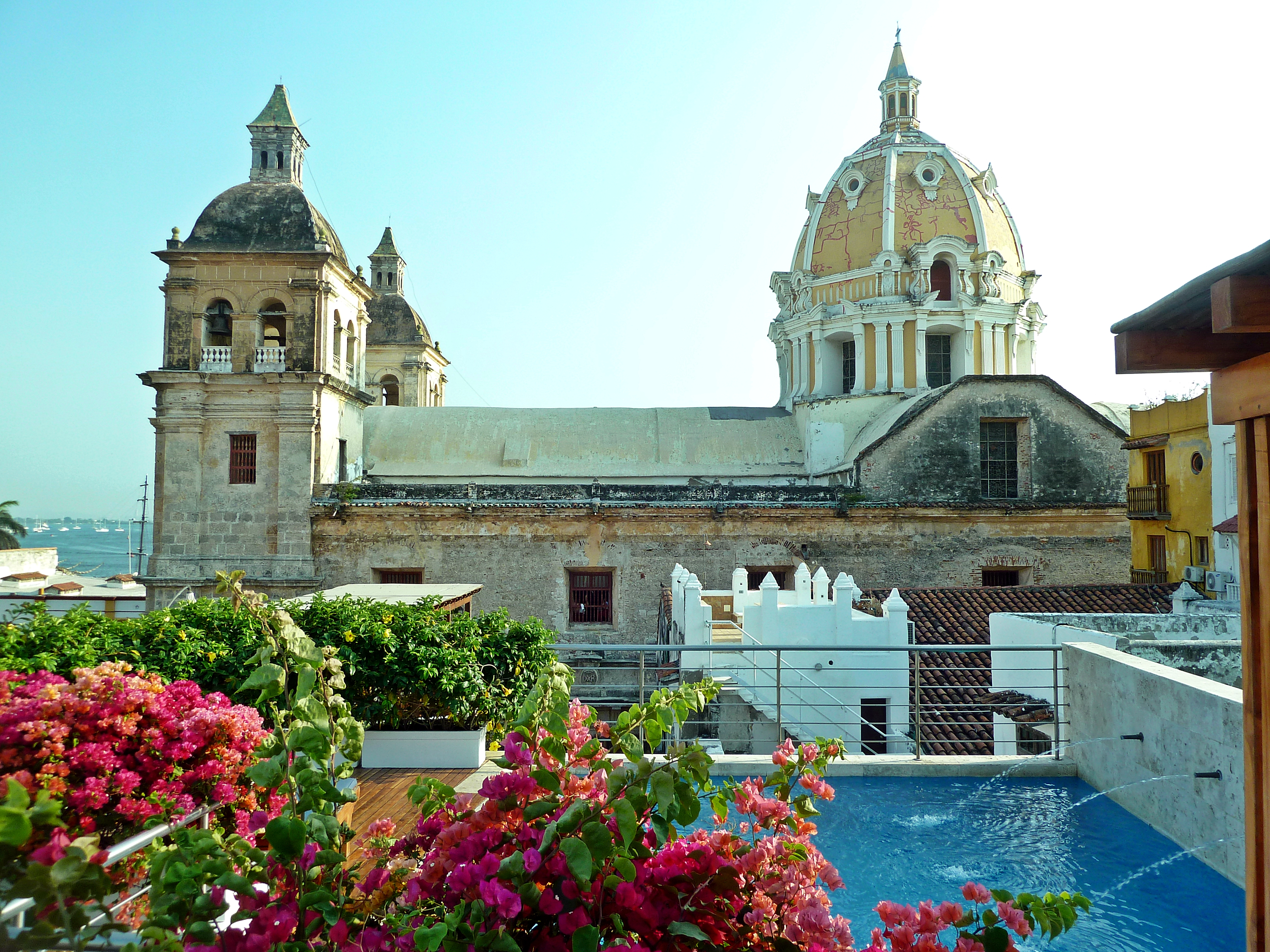
サン・ペドロ・クラベール修道院
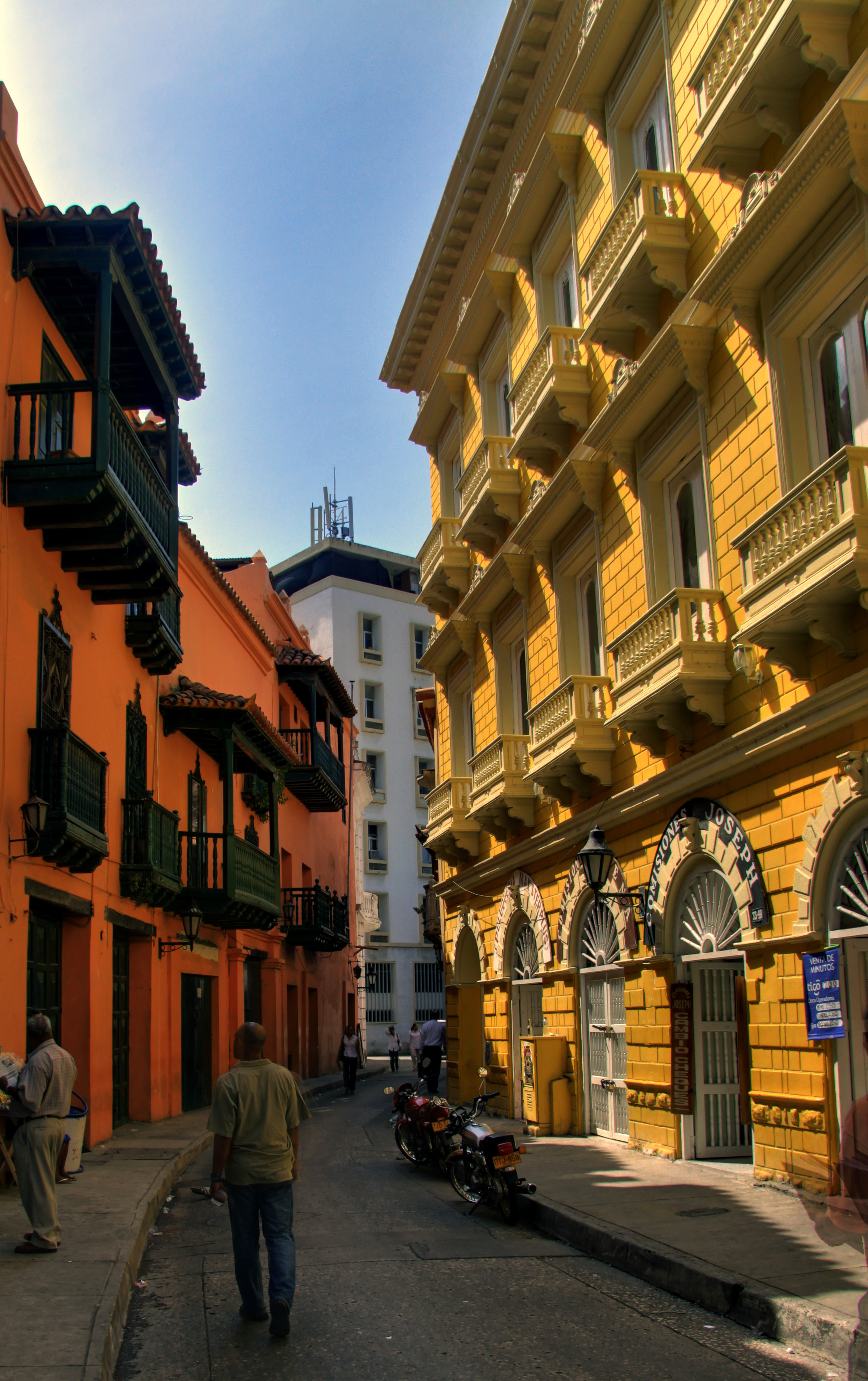
旧市街の町並み
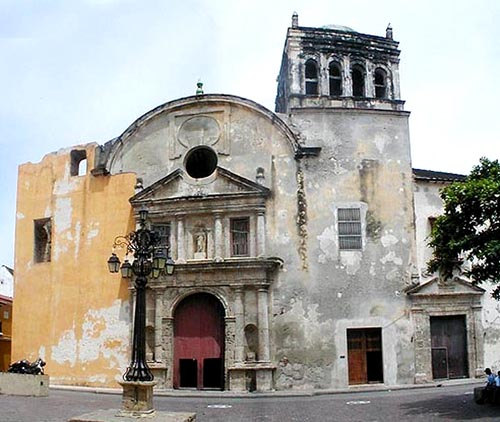
サント・ドミンゴ教会

## 登録経緯
コロンビアの世界遺産条約締約は1983年5月24日のことだった。カルタヘナはコロンビア当局がそれからまもなく推薦した候補であり、1984年10月の第8回世界遺産委員会で正式に登録された。

### 登録名
世界遺産としての正式登録名は、Port, Fortresses and Group of Monuments, Cartagena （英語）、Port, forteresses et ensemble monumental de Carthagène （フランス語）である。その日本語訳は資料によって以下のように若干の揺れがある。
- カルタヘナの港、要塞、歴史的建造物群 - 世界遺産アカデミーほか[20][21][22]
- カルタヘナの港、要塞群と建造物群 - 日本ユネスコ協会連盟ほか[23][24]
- カルタヘナの港、要塞と建造物 - 青柳正規ほか[25][26][27]
- カルタヘナの港、要塞、建造物群 - 古田陽久・古田真美[28]
- カルタヘナの港や要塞群と建造物群 - 谷治正孝[29]

### 登録基準
この世界遺産は、世界遺産登録基準の (4) と (6) が適用されて登録されたが、当初、ICOMOSの勧告書にも世界遺産委員会の決議集にも、個々の登録基準の具体的な適用理由は明記されていなかった。しかし、2013年の第37回世界遺産委員会では適用理由が以下のように遡及的に採択された。
この世界遺産は世界遺産登録基準のうち、以下の条件を満たし、登録された（以下の基準は世界遺産センター公表の登録基準からの翻訳、引用である）。
- (4) 人類の歴史上重要な時代を例証する建築様式、建築物群、技術の集積または景観の優れた例。
  - この基準の適用については、ICOMOSの勧告書でも妥当なものと見なされていた[12]。2013年の第37回世界遺産委員会での遡及的な採択でも、そのときに示された理由がほぼ踏襲されたが、若干の微調整が行われた。第37回世界遺産委員会で採択された理由は「カルタヘナは16、17、18世紀の軍事建造物の卓越した例証であるとともに、新世界では最大規模のものであり、完璧さの点でも最良の部類に属する」[30]ということであった。

- (6) 顕著で普遍的な意義を有する出来事、現存する伝統、思想、信仰または芸術的、文学的作品と直接にまたは明白に関連するもの（この基準は他の基準と組み合わせて用いるのが望ましいと世界遺産委員会は考えている）。
  - こちらの基準の適用についてもICOMOSからは妥当と認められており[12]、こちらについても遡及的な採択では若干の表現が微調整された。微調整された後の適用理由は、「カルタヘナは、（すでに世界遺産に登録されている）ハバナやプエルト・リコのサン・フアンとともに、西インド諸島の交易路の主要な連結点のひとつであった。この資産は地理上の発見と海上の一大交易路という全体的な主題に適合している」[30]というものであった。

上記の通り、登録基準の適用に当たってはネガティヴな要素への言及はなかったものの、港町であったカルタヘナの繁栄が、先住民からの財宝の略取や奴隷貿易に由来することなどを理由に、これを負の世界遺産に含める文献もいくつか存在している。